# Katinka (Zwetschge)
Katinka ist eine Zwetschgensorte die im Jahre 1982 von Walter Hartmann an der Uni Hohenheim gezüchtet wurde. Diese Sorte, die aus der Kreuzung der Sorten Ortenauer und Ruth Gerstetter entstand, ist seit 1992 im Markt erhältlich und spielt im Erwerbsobstbau eine große Rolle. In manchen Wochen des Jahres 2020 bestand bis zu 76,9 % des deutschen Zwetschgensortiments aus Katinka. Die Sorte steht seit dem 8.2.21 nicht mehr unter Sortenschutz.
Die Blüte wird als relativ früh angesehen. Die Sorte gilt als selbstfertil. Der Wuchs ist mittelstark. Die Reifezeit ist je nach Region und Witterungsverhältnis unterschiedlich – nach Herman/Ruth Gerstetter und vor Čačaks Schöne – was ungefähr Anfang bis Ende Juli entspricht. 
Der Ertragseintritt erfolgt früh und ist regelmäßig. Die Fruchtgröße ist klein bis mittelgroß. Die Schalenfarbe ist violett bis violettblau. Das Fruchtfleisch ist grün, besitzt eine gute Festigkeit und sehr gute Steinlöslichkeit. Der Geschmack ist süß.
Es werden konsequente Schnitt- und Pflegemaßnahmen zur Erreichung einer hohen Fruchtgröße empfohlen. Zur Ernte sind oftmals zwei bis drei Pflückdurchgänge notwendig. Die Sorte besitzt eine geringe Anfälligkeit für Doppelfrüchte und Blütenmonilia. Sie ist aber sehr anfällig für Schrotschuss und Zwetschgenrost. Gegenüber Scharka ist sie nicht hypersensibel. Sie bildet Symptome bei einer Infektion überwiegend an Blättern und nur selten an den Früchten aus.
Die Kombination aus der frühreifen, ertragsschwachen und wenig haltbaren Ruth Gerstetter sowie der spätreifenden, ertragsstarken Ortenauer wurde von Hartmann auch genutzt, um weitere Frühsorten zu züchten:
- Tegera
- Colora

Katinka wurde als Elternsorte für die Züchtung weiterer Zwetschgensorten verwendet:
- Hanka (mit Hanita)
- Juna (mit Zwintschers)